# Cleruchus bakkendorfi
Cleruchus bakkendorfi är en stekelart som beskrevs av Debauche 1948. Cleruchus bakkendorfi ingår i släktet Cleruchus och familjen dvärgsteklar.
Artens utbredningsområde är:
- Belgien.
- Danmark.

Inga underarter finns listade i Catalogue of Life.